# Abraham von Kiduna

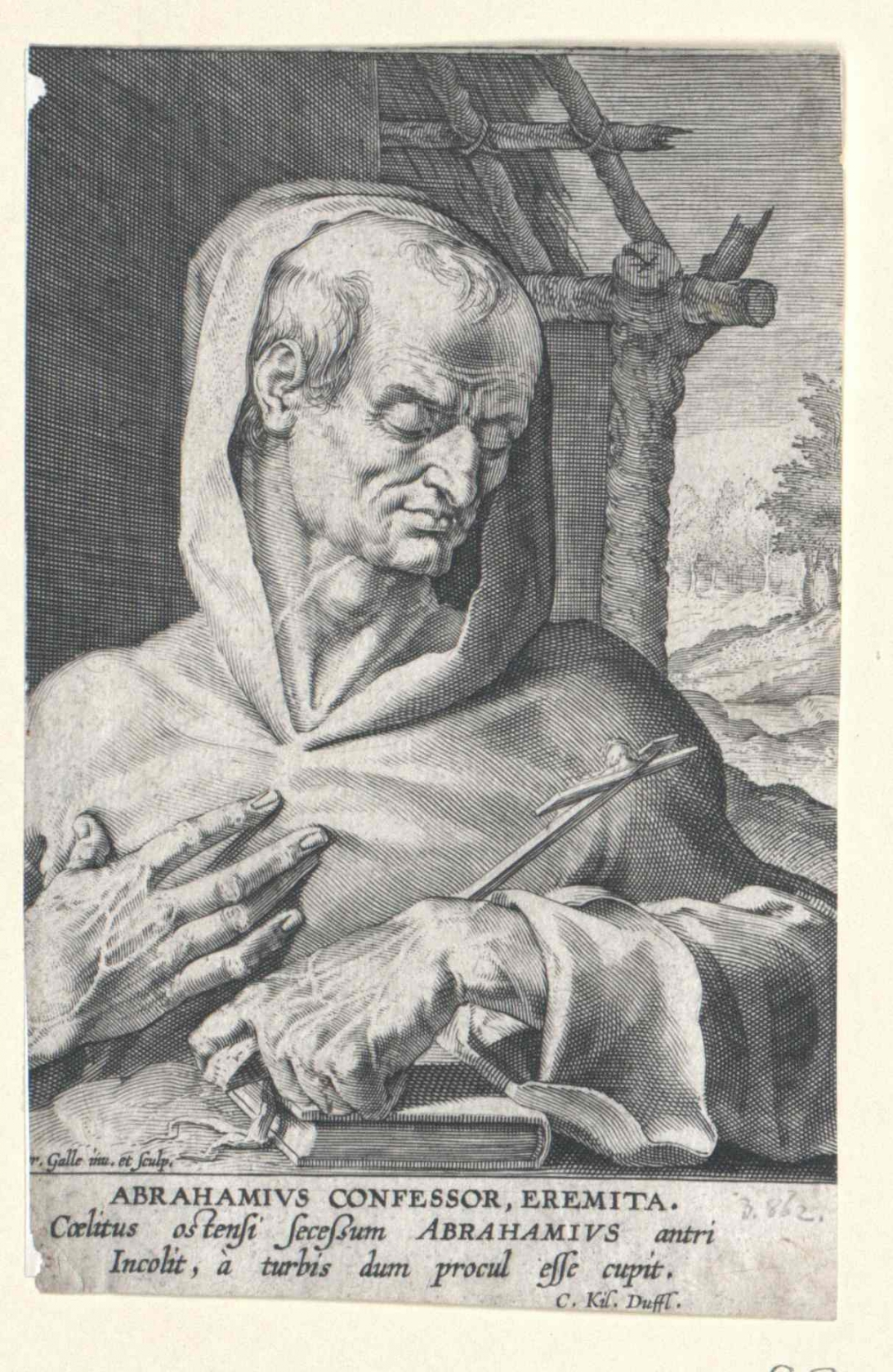
Abraham von Kiduna

Abraham von Kiduna (* um 290; † um 360 nahe Kiduna bei Edessa, heute Şanlıurfa) war ein Einsiedler, Missionar und Heiliger. Sein Gedenktag ist der 29. Oktober.
Abraham lebte rund 50 Jahre lang in einer Hütte bei Kiduna, nahe der antiken Stadt Edessa, die sich im Südosten der heutigen Türkei befindet. Dort missionierte er die lokale Bevölkerung. Er bekehrte unter anderen seine Nichte, Maria, die Büßerin, die in einem Bordell als Prostituierte arbeitete und nach der Bekehrung durch ihren Onkel ihr weiteres Leben Gott verschrieb.
Abraham von Kiduna wird in der Kunst als Eremit mit langem, feuerrotem Bart dargestellt.